# Oscarella ochreacea
Oscarella ochreacea är en svampdjursart som beskrevs av Patricia R. Bergquist och Kelly 2004. Oscarella ochreacea ingår i släktet Oscarella och familjen Plakinidae.
Artens utbredningsområde är havet kring Nya Zeeland. Inga underarter finns listade i Catalogue of Life.